# 花園小精靈
《花園小精靈》（Ben & Holly's Little Kingdom，又譯斑斑和莉莉的小王國） 是一部英國學齡前兒童動畫影集，由奈維爾·阿斯特利（Neville Astley）與馬克·貝克創作，並由Astley Baker Davies與Entertainment One製作（這兩間公司也是《粉紅豬小妹》的原始製作團隊）。多位參與《粉紅豬小妹》配音的演員也在本劇中獻聲，包括約翰·斯帕克斯、莎拉·安·甘迺迪、大衛·林圖爾和大衛·格雷厄姆。配樂由朱利安·諾特負責創作、指揮與製作，他也因為《超級無敵掌門狗》、《小逗比 Bing》和《粉紅豬小妹》的配樂而知名。《班與荷莉的小王國》是Astley Baker Davies製作的第三部作品。

## 簡介
故事背景設在「小王國」——一個隱藏在灌木叢中的迷你王國，住著仙子和精靈，由仙子薊王與薊后（英語：King and Queen Thistle）統治，他們住在「小城堡」中，育有三個女兒：九歲的莉莉公主（Princess Holly），以及頑皮的雙胞胎妹妹——黛西（Daisy）與波比（Poppy）。保母梅子（Nanny Plum）是王室的保母與管家，以其挖苦的評論與漫不經心的態度聞名。
小精靈們（Elves）住在「精靈大樹」中，包括九歲的小精靈班（Ben Elf）。這棵樹兼具學校、圖書館、公寓與工廠的功能。精靈們生活傳統、不用魔法，而仙子們則倚賴魔法。然而，矛盾的是，精靈工廠卻靠魔法運作。老精靈智者（Wise Old Elf）是精靈們的領袖，負責救援、農場與風車等多個部門。
精靈和仙子有自己的口號，精靈們的口號為「……我是精靈！」（有時是「我們是精靈！」），說完後會吹喇叭；如果忘了帶喇叭，則可能會吐舌發出「呸」聲。仙子們的口號為「我是仙子！」（或「我們是仙子！」），隨後揮動魔杖、綻放閃光。
斑斑與莉莉還有一隻寵物瓢蟲——加斯頓（Gaston），牠像狗一樣，是他們最好的朋友。

## 播放資訊
在英國與愛爾蘭，《花園小精靈》於第5頻道的兒童節目時段「Milkshake!」中播出，也曾於Nick Jr.英國與愛爾蘭頻道播出。在加拿大，該節目於 Treehouse TV 播出；在美國則於 Nick Jr.頻道播出。該劇也在卡達的Baraem頻道播出。自2021年6月1日起，整部系列於串流平台Tubi上全面上架。此節目曾透過Nickelodeon的頻道在非洲、亞太地區、歐洲、中東、拉丁美洲與北美等地區播出。

## 評價
Common Sense Media給予該節目4分（滿分5分），形容該節目充滿魅力，並指出節目內容推廣友誼與堅持不懈的精神。《The Toy Insider》亦對該節目給予正面評價，稱其既有娛樂性，也傳達了正向的價值觀。

## 外部連結
- 官方網站 的存檔，存档日期30 April 2009.
- Nick Jr. UK介紹 的存檔，存档日期23 March 2010.
- 澳大利亞廣播公司
- 互联网电影数据库（IMDb）上《花園小精靈》的资料（英文）